# Kanton Sarreguemines-Campagne
Sarreguemines-Campagne is een voormalig kanton van het Franse departement Moselle. Het kanton maakte deel uit van het arrondissement Sarreguemines.
De hoofdplaats van het kanton was Sarreguemines, dat zelf een apart kanton vormde, en heeft bestaan tussen 1985 en 2015, waarna de gemeenten werden opgenomen in het kanton Sarreguemines, behalve de gemeenten Grundviller, Guebenhouse, Loupershouse en Woustviller, die werden overgeheveld naar het kanton Sarralbe.

## Gemeenten
Het kanton Sarreguemines-Campagne omvatte de volgende gemeenten:
- Bliesbruck
- Blies-Ébersing
- Blies-Guersviller
- Frauenberg
- Grosbliederstroff
- Grundviller
- Guebenhouse
- Hambach
- Hundling
- Ippling
- Lixing-lès-Rouhling
- Loupershouse
- Neufgrange
- Rémelfing
- Rouhling
- Sarreinsming
- Wiesviller
- Wittring
- Wœlfling-lès-Sarreguemines
- Woustviller
- Zetting